# Dimitri Marée
 (septembre 2013).
Si vous disposez d'ouvrages ou d'articles de référence ou si vous connaissez des sites web de qualité traitant du thème abordé ici, merci de compléter l'article en donnant les références utiles à sa vérifiabilité et en les liant à la section « Notes et références ».
Dimitri Marée est un judoka belge qui évoluait dans la catégorie des plus de 95 kg (lourds).

## Palmarès
Dimitri Marée a remporté deux fois le tournoi international du Belgian Open Gent, en 1983 et en 1984.
Il a été cinq fois champion de Belgique sénior.
| Chpt de Belgique  | Chpt de Belgique  | 1981 | 1982 | 1983 | 1984 | 1985 | 1986 | 1987 | 1988 | 1989 | 1990 |
| ----------------- | ----------------- | ---- | ---- | ---- | ---- | ---- | ---- | ---- | ---- | ---- | ---- |
| poids lourds      | +95 kg            | 1er  | -    | 1er  | 1er  | 1er  | 3e   | 2e   | 3e   | 2e   | 3e   |
| toutes catégories | toutes catégories |      | 2e   |      |      |      | 2e   | 1er  |      |      |      |